# Concepto 21
Concepto 21 (en chino: 觀念21), es el primer colectivo de arte de performance  en China, formado originalmente en 1986 por cinco alumnos de arte en la ciudad de Beijing. Sus fundadores fueron: Sheng Qi (盛奇), Zheng Yuke (鄭玉珂), Zhao Jianhai (趙建海), Kang Mu (康木), y Xi Jianjun (奚建軍).

## Creación
Concepto 21 se estrenó en la ciudad de Pekín en el año 1986. La primera performance del grupo fue «52 Horas de desdoblar  la acción», una performance colectiva de larga duración ejecutada desde el 23 de diciembre de 1986. En el marco de un festival de arte espontáneo organizado por estudiantes de la Universidad de Pekín.

## Performance en la Gran Muralla
Una de las obras más conocidas del colectivo fue una acción de dos días de duración desarrollada en mayo de 1988, el colectivo ejecutó una serie de performances en la Gran Muralla China de nuevo, al igual que en la performance inaugural de la Universidad de Pekín, vistiendo con cintas coloridas de tela alrededor de sus cuerpos y cabezas, atuendos similares a «52 Horas de desdoblar  la acción». La performance estuvo dividida en diferentes etapas, en las que el colectivo realizó acciones breves conectadas con el compromiso y lo ritual. Los artistas revelan que durante la performance, sus cuerpos repetían y reactivaban representaciones radicales de las injusticias acontecidas en el pasado vinculadas y actualizadas al momento presente.